# Grup discret

Numerele întregi cu topologia lor obișnuită sunt un subgrup discret al numerelor reale

În matematică un grup topologic⁠(d) precum G este numit grup discret dacă nu există un punct de acumulare în el (adică, pentru fiecare element din G, există o vecinătate care conține doar acel element). În mod echivalent, grupul G este discret dacă și numai dacă elementul său neutru este izolat.
Un subgrup H al unui grup topologic G este un subgrup discret dacă H este discret atunci când este dotat cu o topologie de subspațiu din G. Cu alte cuvinte, există o vecinătate a identității în G care nu conține niciun alt element din H. De exemplu, numerele întregi, Z, formează un subgrup discret al numerelor reale, R (cu topologie metrică), dar numerele raționale, Q, nu.
Orice grup poate fi dotat cu topologie discretă⁠(d), făcându-l un grup topologic discret. Deoarece fiecare aplicație dintr-un spațiu discret este continuă, omomorfismele topologice dintre grupurile discrete sunt exact omomorfismele de grup dintre grupurile subiacente. Prin urmare, există un izomorfism între categoriile de grup și categoria de grupuri discrete. Prin urmare, grupurile discrete pot fi identificate cu grupurile lor subiacente (netopologice).
Există unele cazuri în care un grup topologic⁠(d) sau un grup Lie este înzestrat util cu topologia discretă, „împotriva naturii”. Acest lucru se întâmplă, de exemplu, în teoria compactificării Bohr⁠(d) și în coomologiei de grup⁠(d) din teoria grupurilor Lie.
Un grup de izometrie discret este un grup de izometrie astfel încât pentru fiecare punct al spațiului metric mulțimea imaginilor punctului sub izometrii este o mulțime discretă. Un grup de simetrie discret este un grup de simetrie care este un grup de izometrie discret.

## Proprietăți
Deoarece grupurile topologice sunt omogene⁠(d), trebuie privit doar un singur punct pentru a determina dacă grupul topologic este discret. În special, un grup topologic este discret numai dacă singletonul care conține elementul neutru este o mulțime deschisă.
Un grup discret este același lucru cu un grup Lie zerodimensional (grupurile discrete nenumărabile nu au baza numărabilă, astfel încât autorii care solicită grupurilor Lie să satisfacă această axiomă nu le acceptă ca grupuri Lie). Elementul neutru al unui grup discret este subgrupul trivial.
Deoarece singura topologie Hausdorff pe o mulțime finită este cea discretă, un grup topologic Hausdorff finit trebuie să fie în mod necesar discret. Rezultă că fiecare subgrup finit al unui grup Hausdorff este discret.
Un subgrup discret H din G este cocompact dacă există o submulțime compactă K din G astfel încât HK = G.
Subgrupurile normale⁠(d) discrete joacă un rol important în teoria grupurilor de acoperire⁠(d) și grupurilor izomorfe local. Un subgrup normal discret al unui grup conex G se află în mod necesar în centrul⁠(d) lui G, prin urmare, este abelian.
Alte proprietăți:
- Orice grup discret este total deconectat.
- Orice subgrup al unui grup discret este discret.
- Orice grup factor dintr-un grup discret este discret.
- Produsul unui număr finit de grupuri discrete este discret.
- Un grup discret este compact dacă și numai dacă este finit.
- Orice grup discret este compact local.
- Orice subgrup discret al unui grup Hausdorff este închis.
- Orice subgrup discret al unui grup Hausdorff compact este finit.

## Exemple
- Grupurile de frize și grupurile de tapet⁠(d) sunt subgrupuri discrete ale grupului de izometrie al planului euclidian. Grupurile de imagini de tapet sunt cocompacte, dar grupurile de frize nu.
- Un grup cristalografic⁠(d) înseamnă de obicei un subgrup cocompact, discret al izometriilor unui spațiu euclidian. Totuși, uneori un grup cristalografic poate fi un subgrup discret cocompact al unui grup Lie rezolvabil sau nilpotent.
- Orice grup al triunghiului⁠(d) T este un subgrup discret al grupului de izometrie al sferei (când T este finit), al planului euclidian (când T are un Z + Z subgrup de indice⁠(d) finit), sau al planului hiperbolic.
- Grupurile fuchsiene⁠(d) sunt, prin definiție, subgrupuri discrete ale grupului de izometrie al planului hiperbolic.
  - Un grup fuchsian care conservă orientarea și acționează asupra modelului semiplanului superior al planului hiperbolic⁠(d) este un subgrup discret al grupului Lie PSL(2,R), grupul de izometrii care conservă orientarea modelului semiplanului superior al planului hiperbolic.
  - Un grup fuchsian este uneori considerat ca un caz particular al unui grup kleinian, prin încorporarea izometrică a planului hiperbolic în spațiul hiperbolic tridimensional și extinderea acțiunii grupului din plan la întreg spațiul.
  - Grupul modular⁠(d) PSL(2,Z) este gândit ca un subgrup discret al PSL(2,R). Grupul modular este o rețea în PSL(2,R), dar nu este cocompact.
- Grupurile kleiniene⁠(d) sunt, prin definiție, subgrupuri discrete ale grupului de izometrie al spațiului hiperbolic tridimensional. Acestea includ grupuri cvasifucsiene.
  - Un grup kleinian care conservă orientarea și acționează pe modelul semiplanului superior al spațiului hiperbolic tridimensional este un subgrup discret al grupului Lie PSL(2,C), grupul de izometrii care păstrează orientarea modelului semiplanului superior al spațiului hiperbolic tridimensional.
- O rețea⁠(d) într-un grup Lie este un subgrup discret astfel încât măsura Haar⁠(d) a spațiului cât este finită.